# کیتلون
کیتلون (به عربی: کیتلون) یک روستا در سوریه است که در ناحیه مرکزی سلمیه واقع شده‌است. کیتلون ۱٬۸۵۸ نفر جمعیت دارد.